# Coupe du Japon féminine de football
La Coupe du Japon féminine de football, qui porte depuis 2012 le nom de Coupe de l'Impératrice, est une compétition de football féminin opposant tous les clubs du Japon dans un tournoi à élimination directe. La Coupe de l'Empereur est son équivalent masculin.

## Palmarès
| Saison    | Vainqueur                          | Score         | Finaliste                          |
| --------- | ---------------------------------- | ------------- | ---------------------------------- |
| 1979      | F.C. Jinnan                        | 2-1           | Takatsuki F.C. Ladies              |
| 1980      | Shimizu Dai-hachi S.C.             | 2-0           | F.C. Jinnan                        |
| 1981      | Shimizu Dai-hachi S.C.             | 6-0           | F.C. PAF                           |
| 1982      | Shimizu Dai-hachi S.C.             | 6-0           | F.C. Jinnan                        |
| 1983      | Shimizu Dai-hachi S.C.             | 2-0           | Takatsuki F.C. Ladies              |
| 1984      | Shimizu Dai-hachi S.C.             | 4-0           | Takatsuki F.C. Ladies              |
| 1985      | Shimizu Dai-hachi S.C.             | 5-1           | Takatsuki F.C. Ladies              |
| 1986      | Shimizu Dai-hachi S.C.             | 1-0           | Yomiuri S.C. Ladies Beleza         |
| 1987      | Yomiuri S.C. Ladies Beleza         | 2-0           | Shimizu Dai-hachi S.C.             |
| 1988      | Yomiuri S.C. Ladies Beleza         | 2-0           | Takatsuki F.C. Ladies              |
| 1989      | Takatsuki F.C. Ladies              | 1-0           | Suzuyo Shimizu F.C. Lovely Ladies  |
| 1990      | Nikko Securities S.C. Dream Ladies | 3-3 (4-1 tab) | Suzuyo Shimizu F.C. Lovely Ladies  |
| 1991      | Suzuyo Shimizu F.C. Lovely Ladies  | 3-1 ap        | Yomiuri S.C. Ladies Beleza         |
| 1992      | Nikko Securities S.C. Dream Ladies | 1-0           | Yomiuri S.C. Ladies Beleza         |
| 1993      | Yomiuri S.C. Ladies Beleza         | 2-0           | Prima Ham F.C. Kunoichi            |
| 1994      | Prima Ham F.C. Kunoichi            | 4-1           | Nikko Securities S.C. Dream Ladies |
| 1995      | Fujita S.C. Mercury                | 3-2           | Yomiuri-Seiyu Beleza               |
| 1996      | Nikko Securities S.C. Dream Ladies | 3-0           | Yomiuri-Seiyu Beleza               |
| 1997      | Yomiuri-Seiyu Beleza               | 1-0           | Prima Ham F.C. Kunoichi            |
| 1998      | Prima Ham F.C. Kunoichi            | 1-0           | Nikko Securities S.C. Dream Ladies |
| 1999      | Tasaki Perule F.C.                 | 0-0 (4-2 tab) | Prima Ham F.C. Kunoichi            |
| 2000      | NTV Beleza                         | 2-1           | Tasaki Perule F.C.                 |
| 2001      | Iga F.C. Kunoichi                  | 2-1 ap        | Tasaki Perule F.C.                 |
| 2002      | Tasaki Perule F.C.                 | 1-0           | NTV Beleza                         |
| 2003      | Tasaki Perule F.C.                 | 2-2 (5-3 tab) | NTV Beleza                         |
| 2004      | NTV Beleza                         | 3-1           | Saitama Reinas F.C.                |
| 2005      | NTV Beleza                         | 4-1           | Tasaki Perule F.C.                 |
| 2006      | Tasaki Perule F.C.                 | 2-0           | Okayama Yunogo Belle               |
| 2007      | NTV Beleza                         | 2-0           | Tasaki Perule F.C.                 |
| 2008      | NTV Beleza                         | 4-1           | INAC Leonessa                      |
| 2009      | NTV Beleza                         | 2-0           | Urawa Red Diamonds Ladies          |
| 2010      | INAC Kobe Leonessa                 | 1-1 (3-2 tab) | Urawa Red Diamonds Ladies          |
| 2011      | INAC Kobe Leonessa                 | 3-0           | Albirex Niigata Ladies             |
| 2012      | INAC Kobe Leonessa                 | 1-0           | JEF United Chiba Ladies            |
| 2013      | INAC Kobe Leonessa                 | 2-2 (4-3 tab) | Albirex Niigata Ladies             |
| 2014      | NTV Beleza                         | 1-0           | Urawa Red Diamonds Ladies          |
| 2015      | INAC Kobe Leonessa                 | 1-0           | Albirex Niigata Ladies             |
| 2016      | INAC Kobe Leonessa                 | 0-0 (5-4 tab) | Albirex Niigata Ladies             |
| 2017      | NTV Beleza                         | 3-0           | Nojima Stella Kanagawa Sagamihara  |
| 2018      | NTV Beleza                         | 2–2 (2-0 ET)  | INAC Kobe Leonessa                 |
| 2019      | NTV Beleza                         | 1–0           | Urawa Red Diamonds Ladies          |
| 2020      | NTV Tokyo Verdy Beleza             | 4–3           | Urawa Red Diamonds Ladies          |
| 2021      | pas disputé                        | pas disputé   | pas disputé                        |
| 2021-2022 | Urawa Red Diamonds Ladies          | 1–0           | JEF United Ichihara Chiba Ladies   |
| 2022-2023 | NTV Tokyo Verdy Beleza             | 4-0           | INAC Kobe Leonessa                 |
| 2023-2024 | INAC Kobe Leonessa                 | 2-1           | Urawa Red Diamonds Ladies          |